# هجوم الرضوانية
هجوم الرضوانية هو هجوم وقع على أحد أبراج الجيش العراقي في الرضوانية نفذه مسلحون مما أدى إلى مقتل 11 مقاتلاً من الحشد العشائري و أصابة 6 مدنيين بواسطة أسلحة خفيفة وقنابل يدوية. و قد أدان السفير التركي و السعودي هذا الهجوم.

## تفاصيل
في مساء 8 نوفمبر هاجم 4 مسلحون أحد أبراج الجيش في منطقة الرضوانية بواسطة قنابل يدوية وأسلحة خفيفة مما أدى إلى مقتل 11 شخص بينهم 5 مقاتلين من الحشد العشائري و أصابة 6 مدنيين دعموا القوات الأمنية في مقاومة المسلحين و في يوم 13 نوفمبر أعلن الناطق الرسمي بأسم القائد العام للقوات المسلحة قتل منفذي هجوم الرضوانية.

## ردود أفعال
- أدان رئيس البرلمان العربي عادل بن عبد الرحمن العسومي، اليوم الاثنين، الهجوم الإرهابي الجبان الذي وقع في منطقة الرضوانية في العاصمة العراقية بغداد والذي أدى إلى مقتل وإصابة العشرات.[7]
- السعودية: أعربت وزارة الخارجية السعودية، عن إدانتها واستنكارها الشديدين للهجوم الإرهابي الذي وقع بمنطقة الرضوانية في العاصمة العراقية بغداد، وأدى إلى سقوط عدد من القتلى والجرحى، كما جددت الوزارة التأكيد على رفض المملكة لهذه الأعمال الإرهابية، وحرصها على أمن العراق وسلامة أراضيه واستقراره وازدهاره، بما يصب في تحقيق الأمن والاستقرار للمنطقة، وقدمت الوزارة العزاء والمواساة لذوي الضحايا وللحكومة والشعب العراقي الشقيق مع التمنيات للمصابين بالشفاء العاجل.[8]
- تركيا: قال السفير التركي يلدز في تغريدة له عبر تويتر،: «اتقدم بأحر التعازي إلى العراق بأسره، وذلك بوفاة عدد من منتسبي القوات الامنية ومدنيين نتيجة الهجوم الغادر الذي وقع في منتصف الليل».[9]